# パクモドゥパ政権

パクモドゥパ政権
パクモドゥパ政権

パクモドゥパ政権とは、1358年から1480年にチベットを支配した政権。パクモドゥパはパクモドゥ派とも書かれ、チベット仏教の一宗派カギュ派の支派。。元朝と共に衰退したサキャパ政権からチベットの政権を引継ぎ、1480年にパクモドゥパ政権が衰退するとリンプンパ(リンプン派)政権に移った。政権はさらに1565年、ツァンパ政権に移る。

## 歴史

### パクモドゥ派の誕生
パクモドゥ派はカム出身の貴族ドルジェ・ギェルポ(1110-70)が開祖である。ドルジェ・ギェルポは師のガムポパ(1079-1153)からカギュ派の長に任命され、ダクラ・ガムポ寺院を任された。1158年、オン渓谷の東側の谷にあるパクモドゥの地に定着し、デンサ・ティル寺院を建立して新宗派を開き、ドルジェ・ギェルポはパクモドゥパと呼ばれるようになった。（この頃にカギュ派はいくつかの分派に分かれた。今日ではカギュ派と言えば、パクモドゥ派とは別系統のカルマ派が主流である。）

### サキャパ政権
13世紀始め、モンゴル帝国は初期から内部の争いが絶えなかったので、各宗派はそれぞれ自分のモンゴルの保護者を探した。パクモドゥ派はフレグとの接触を試みたがフレグは1265年に死んだ。結局、チベット中央はクビライを保護者に選んだサキャ派が支配するようになった。
パクモドゥ派とデンサ・ティル寺院も時の経過と共に発展していた。13世紀の始めに宗派の長が空位になると、出自不明のラン氏が僧正職を継ぐようになった。これ以後、デンサ・ティル寺院の僧正職はラン氏出身の僧侶が、パクモドゥ派の支配地域はラン氏の長が支配するようになった。
クビライはサキャ派に大きな権限を与えたが、一方でチベット十三万戸を設けて各万戸長に地方自治を行わせた。1322年、パクモドゥ派の長も万戸長を任された。パクモドゥ派の初代万戸長はラン・チャンチュプ・ギェルツェン(1302-64)である。パクモドゥ派はオン渓谷を下ったブラマプトラ川南岸にあるネドンをも支配した。
チャンチュプ・ギェルツェンは隣接するヤムサン万戸と争いを始めた。サキャパ政権はチャンチュプ・ギェルツェンを２度投獄するが、チャンチュプ・ギェルツェンの権威は揺るがなかった。1347年にサキャ派が分裂して力を弱めると、チャンチュプ・ギェルツェンはツェル、ディグンなどラサ東部を次々に攻略した。1354年にはサキャの長がチャンチュプ・ギェルツェンに事実上降伏し、さらに1358年にサキャの長が大臣に暗殺されてチャンチュプ・ギェルツェンがチベットの長となった。

### パクモドゥパ政権の誕生
チャンチュプ・ギェルツェンはパクモドゥ派本拠地のネドンを首都とした。パクモドゥパ政権が支配したのはチベット中央のウー・ツァンである。チャンチュプ・ギェルツェンはチベットをゾンという行政単位に分割し、知事(ゾンポン)はチャンチュプ・ギェルツェンが選んだ。また、十三万戸を廃止し、代わりにゾンを13のゾンチェンに分けた。また、独自に13大法を発令し、法令上もモンゴルの支配を脱した。処刑なども法に則って行われることになった。処刑の見直しは仏教が浸透した影響もある。また、人口を9つの階級に分類した。また、道路と橋の大々的な建設を行った。
1364年、チャンチュプ・ギェルツェンの後を甥のジャムヤン・シャーキャ・ギェルツェンが継いだ。彼は1368年に元が滅びると、モンゴル支配の名残を一掃した。

### 明との関係
1402年に即位した明の永楽帝は対外政策に力を入れた皇帝だった。明は1406年、中央チベットのネドン政権(5代目タクパ・ギェルツェン)を承認し、闡化王の称を与えた。合わせて東部のリンとゴンジョ小王国を承認した。一方、明は元朝に倣ってカギュ派やサキャ派に師を送るよう要請する使節を送ったが断られ、代わりに1407年にはカルマ派の長カルマパ5世が、1408年にはゲルク派の開祖ツォンカパの代理として弟子ジャムヤン・チョジェ・シャーキヤ・エシェが明を訪問している。
明は1409年、チベットの知事を帝国の組織に編入した。ただし現代のチベット研究者ロラン・デエは、これはあくまで形式的なものであり、かつての元の時代と異なって政治的にも宗教的にも両者には関わりがなかったことを強調している。

### パクモドゥ派の衰退とリンプンパ政権
1420年代、タクパ・ギェルツェンの次男サンギェ・ギェルツェンはリンプン家の娘と結婚した。タクパ・ギェルツェンが死亡すると後継者争いが起き、リンプン家の支援を受けたサンギェ・ギェルツェンが1432年に6代目パクモドゥ派の長に即位した。しかし翌1433年には罷免され、リンプン家の妻との長男タクパ・ジュンネがデンサ・ティル寺院から戻って7代目として即位した。リンプン家はチベット中西部のツァンを支配し、シガツェ東部のリンプンを首都とした。
一方、パクモドゥ派の本山デンサ・ティル寺院は政界とは別に僧正位が支配していたが、1444年に僧正位の僧が死ぬとこれを空位にし、リンプン家がネドンをも支配した。パクモドゥ派の長の領土はラサ周辺のウーのみとなった。
1480年代、ラサでゲルク派とカルマ派が対立して寺院を焼き打ちする事件が起こる。これを機会にリンプン家の長トンユ・ドルジェはカルマ派の摂政シャマル派と結び、ウーに侵攻し、パクモドゥ派の長クンガ・レクパは首都ネドンから追放された。トンユ・ドルジェはチベットを支配するようになるが、1506年に彼が死ぬとネドンは無政府状態となった。1565年にはリンプン家の行政官ツェテン・ドルジェがツァントェ王としてシガツェを中心としてツァン・デパを支配し、リンプン家のチベット支配が終わった。なお、その後もチベットでは争いが続き、ダライ・ラマ5世が17世紀に支配体制を確立するまで安定した平穏は訪れなかった。